# Hans Grunnet Junker
Hans Grunnet Junker (født 30. april 1875 i Bølling, død 13. december 1948 i Silkeborg) var en dansk gymnastikpædagog.
Junker voksede op som landmandssøn på egnen omkring Kolding. Han fik sin læreruddannelse i 1897 på Vinthers Seminarium i Silkeborg og fungerede derefter som gymnastiklærer. I 1899 begyndte han på den nystartede 1-årig uddannelse i svensk Ling-gymnastik på Statens Gymnastikinstitut i København. Her kom han i forbindelse med gymnastikinspektør K. A. Knudsen  (1864-1949) , der arbejdede på at introducere den svenske gymnastik i de engelske skoler. Junker flyttede til England og assisterede for Knudsen i årene 1905-1910. I 1906 blev Junker gymnastikinspektør i West Riding of Yorkshire. I 1910 oprettede han sit eget “Junkers Gymnastikinstitut” i Silkeborg, hvortil elever kom fra store dele den engelsksprogede verden for at få en gymnastiklederuddannelse.